# Filchner Ridge
Filchner Ridge  ist ein mehr als 550 m hoher Gebirgskamm im Norden von Südgeorgien im Südatlantik. Er ragt in nord-südlicher Ausrichtung zwischen dem Crean-Gletscher im Westen und dem Nineteen-sixteen Snowfield im Osten auf.
Das UK Antarctic Place-Names Committee benannte ihn 2014. Namensgeber ist der deutsche Polarforscher Wilhelm Filchner (1877–1957), Leiter der Zweiten Deutschen Antarktisexpedition (1911–1912). Filchner war an der Erstellung einer Landkarte beteiligt, die dem britischen Polarforscher Ernest Shackleton 1916 bei der Durchquerung Südgeorgiens im Zuge der Endurance-Expedition (1914–1917) gedient hatte.